# William Thulstrup
William Christian Magnus Carl Thulstrup (3. oktober 1866 i København – 2. februar 1921 sammesteds) var en dansk læge og chefredaktør.
Han var søn af kaptajn, senere oberst ved Ingeniørkorpset William August Thulstrup (1820-1897) og Louise Marie Adolphine Gandil (1829-1908). Thulstrup blev student fra Aarhus Katedralskole i 1884 og blev cand.med. i 1893 fra Københavns Universitet. 1893-1901 arbejdede han som reservelæge i Søværnet, og 1898-1903 var han praktiserende læge i København.
Thulstrup var så et års tid reservelæge ved De Kellerske Åndssvageanstalter i Brejning. En kronisk infektionssygdom tvang ham imidlertid til flerårigt hospitalsophold i udlandet og til sidst ud af praktisk lægegerning. Han havde pådraget sig denne smitte efter en operation, som han foretog, mens han i sommeren 1896 var med på admiral C.F. Wandels hydrografiske ekspedition til Island og Grønland. I sidste ende tog sygdommen livet af ham.
Efter at have forladt lægevirksomheden var Thulstrup fra 1908 til sin død i 1921 chefredaktør for Illustreret Tidende. I 1912 købte han også bladet.
Han var gift med Agnete, født Paulli (24. marts 1872 i Fredensborg – 28. oktober 1958), datter af residerende kapellan, senere stiftsprovst Jakob Paulli (1844-1915) og Frederikke C.J. Jürgensen (1846-1882).
Thulstrup er begravet på Assistens Kirkegård.